# Tombe de Jason

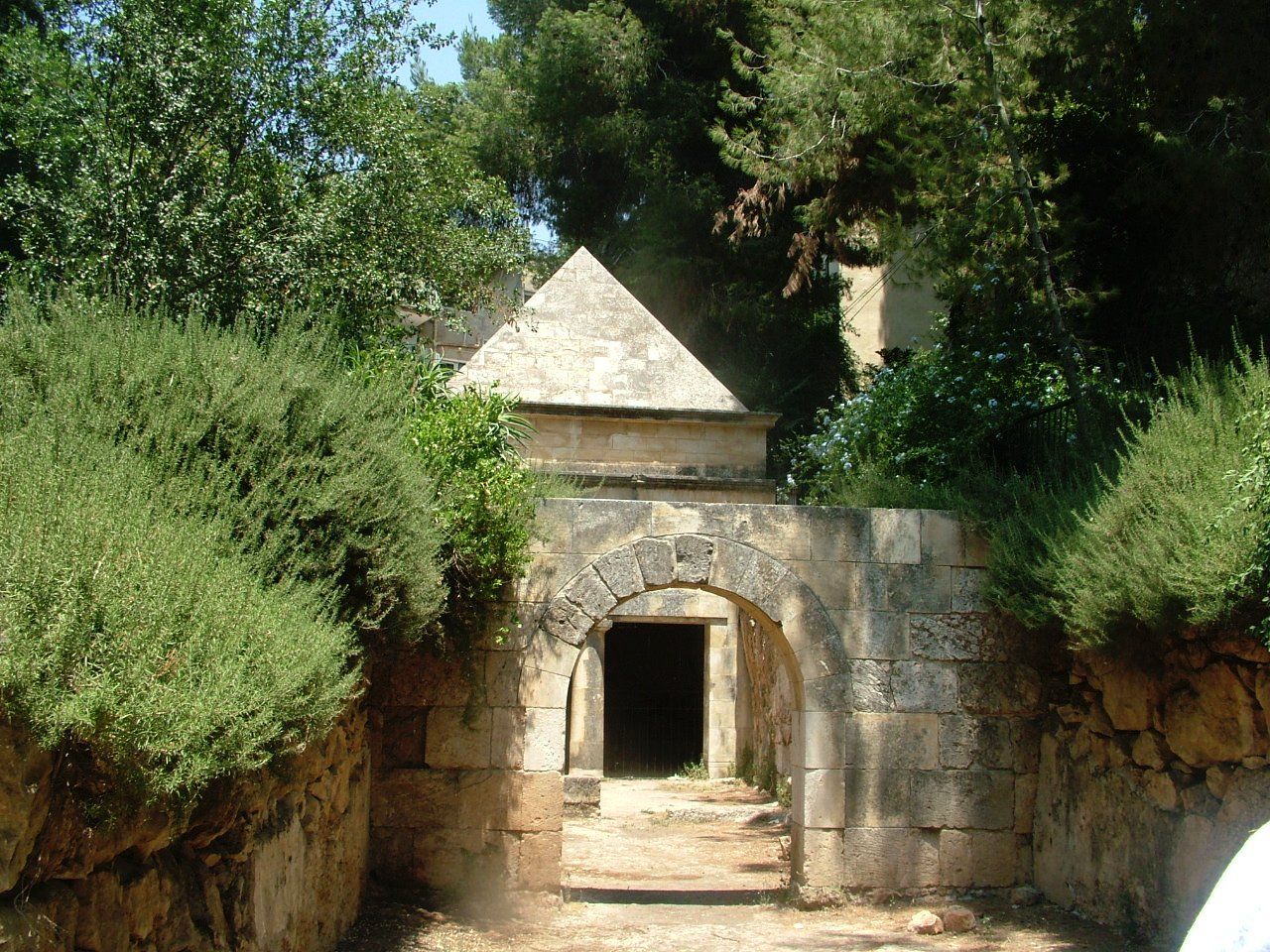
Tombe de Jason

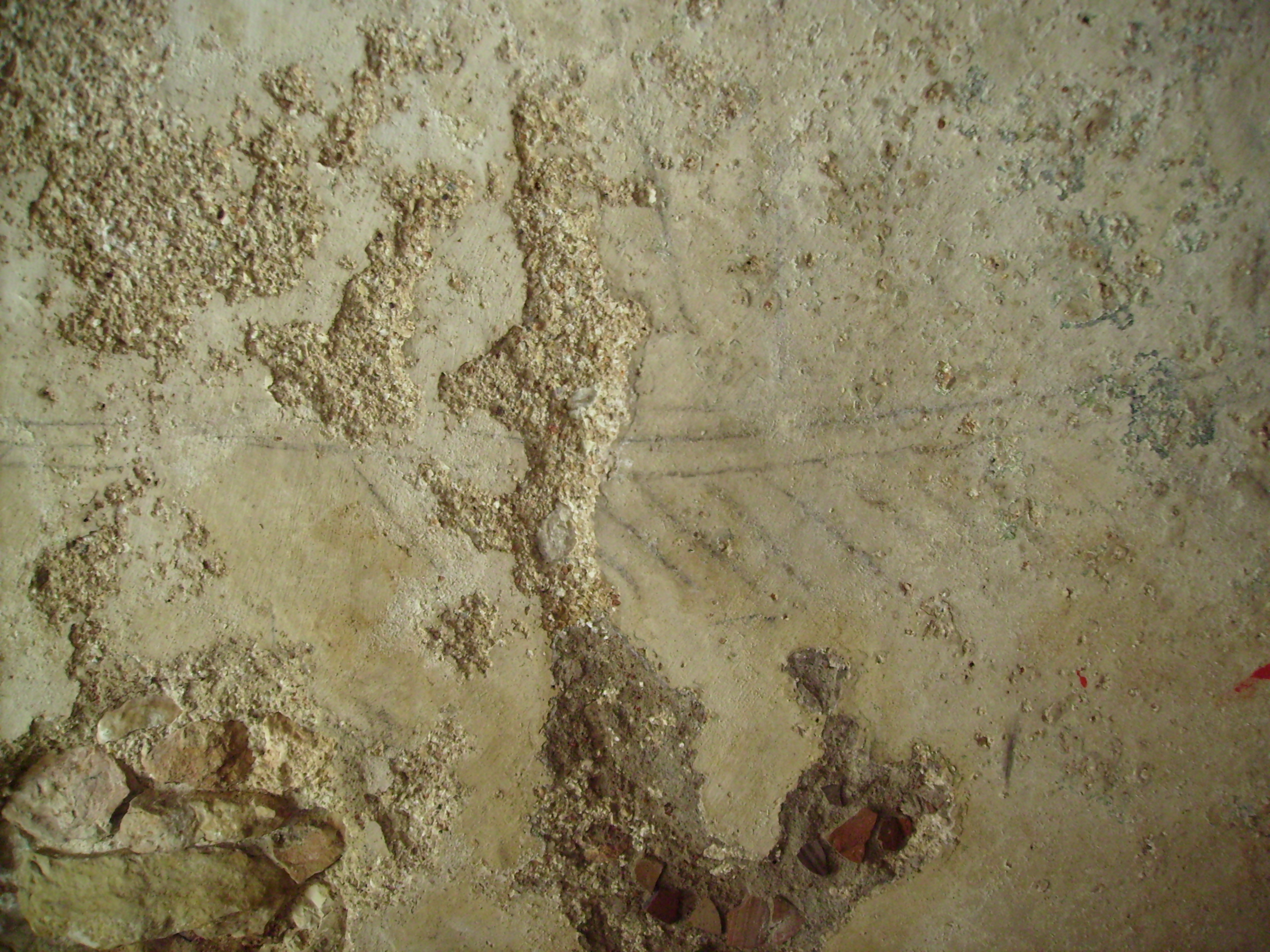
Dessin au charbon d'un bateau

La Tombe de Jason est un monument funéraire datant de l'époque du Second Temple situé rue Alfasi dans le quartier Réhavia de Jérusalem.
Il a été découvert en 1956 lors de travaux de terrassement réalisés en vue de construction d'un bâtiment au numéro 10 de la rue Alfasi.
Dans la tombe, on a trouvé plusieurs inscriptions et dessins, dont un dessin représentant des bateaux, de commerce semble-t-il. Sur le pont de l'un des navires apparait un homme dont le nom inscrit à côté est Jason.
Une inscription en araméen figurant dans le corridor dit
Une grande lamentation est faite pour Jason fis de Peah. Paix
Lors des fouilles archéologiques menées par I. Rahmani pour l'Autorité des Antiquités d'Israël, on a trouvé des pièces de monnaie de l'époque hasmonéenne, des souverains Alexandre Jannée et Jean Hyrcan Ier (Ier siècle av. J.-C.), et d'époques hérodienne et romaine (Ier siècle).